# Бель-Эйр (сериал)
«Бель-Эйр» (англ. Bel-Air) — американский сериал, ремейк «Принца из Беверли-Хилз», который выходит на стриминговом сервисе Peacock. Его продюсирует Уилл Смит, главные роли играют Джабари Бэнкс, Эдриан Холмс, Кассандра Фримен, Коко Джонс. Вышли три сезона, шоу продлено на четвёртый сезон, который станет последним.

## Сюжет
«Бель-Эйр» — ремейк популярного ситкома 1990-х годов «Принц из Беверли-Хиллз»; согласно официальному синопсису, это «драматическое переосмысление оригинала». Главный герой — подросток из Филадельфии, который переезжает в Лос-Анджелес и там начинает совершенно новую жизнь.

## В ролях
- Джабари Бэнкс — Уилл Смит
- Эдриан Холмс — Филип Бэнкс
- Кассандра Фримен — Вивиан Бэнкс
- Коко Джонс — Хиллари Бэнкс
- Джимми Акингбола — Джеффри Томпсон
- Олли Шолотан — Чарлтон Бэнкс

## Создание и оценки
10 марта 2019 года Морган Купер загрузил на YouTube фан-фильм, представлявший собой трейлер к несуществующему ремейку сериала «Принц из Беверли-Хилз». Уилл Смит, сыгравший в «Принце» главную роль, высоко оценил работу Купера и заинтересовался перезагрузкой проекта. 11 августа 2020 года новый сериал был официально анонсирован. 8 сентября того же года стриминговый сервис Peacock заказал два сезона. Исполнительными продюсерами стали Смит, Купер, Теренс Картер, Джеймс Ласситер, Мигель Мелендес, Малькольм Спеллман, Куинси Джонс, Бенни Медина, Энди и Сьюзан Боровицы.
В августе 2021 года главную роль в «Бель-Эйре» получил Джабари Бэнкс. Позже к актёрскому коллективу присоединились Эдриан Холмс, Кассандра Фримен, Олли Шолотан, Джимми Акингбола, Коко Джонс и другие. Съёмки проходили в Лос-Анджелесе и Филадельфии. Премьерный показ первого сезона проходил с 13 февраля по 31 марта 2022 года, показ второго — с 23 февраля по 27 апреля 2023 года, показ третьего — с 15 августа по 5 сентября 2024 года. В декабре 2024 года сериал был продлён на четвёртый сезон, который должен стать последним.
Первый сезон получил на сайте-агрегаторе отзывов Rotten Tomatoes рейтинг 66 % со средней оценкой 6,2/10, а на сайте Metacritic — 59 балл из 100. Результаты второго сезона составили 90 % при средней оценке 6,7/10 и 71 балл из 100 соответственно. После выхода первого сезона «Бель-Эйр» стал самым популярным оригинальным сериалом Peacock.